# Сміяненко Ігор Миколайович
І́гор Микола́йович Смія́ненко (нар. 27 лютого 1958, місто Кривий Ріг, Дніпропетровська область) — український політик. Колишній народний депутат України.

## Освіта
Дніпропетровський металургійний інститут (1982), інженер-металург, «Обробка металів тиском».

## Кар'єра
- 1982 — 1983 — слюсар з ремонту металургійного обладнання СПЦ-13, вальцювальник стану гарячого вальцювання СПЦ-3, майстер виробництва СЧПЦ-3, заступник начальник СПЦ-3 з технології, заступник начальника СПЦ-1, начальник СПЦ-1 КДГМК «Криворіжсталь».
- 1998 — 1999 — начальник СПЦ-1 КДЗ «Криворіжсталь-прокат».
- 1999 — 2002 — начальник СПЦ-1, заступник директора з виробництва, директор з виробництва КДГМК «Криворіжсталь».

## Парламентська діяльність
Народний депутат України 4-го скликання з 14 травня 2002 до 25 травня 2006 від виборчого округу № 33 Дніпропетровської області, самовисування. «За» 25.23 %, 10 суперників. На час виборів: директор з виробництва КДГМК «Криворіжсталь», безпартійний. Член фракції «Єдина Україна» (травень — червень 2002), член групи «Народовладдя» (червень — жовтень 2002), член групи «Народний вибір» (жовтень 2002 — травень 2004), член групи «Союз» (травень 2004 — травень 2005), член фракції Блоку Юлії Тимошенко (травень — вересень 2005), позафракційний (вересень — жовтень 2005), член групи «Довіра народу» (жовтень — грудень 2005), член групи «Відродження» (грудень 2005), член фракції політичної партії «Відродження» (грудень 2005 — лютий 2006), член фракції Соціалістичної партії України (з лютого 2006). Член Комітету з питань промислової політики та підприємництва (з червня 2002).
Березень 2006 — кандидат в народні депутати України від СПУ, № 50 в списку. На час виборів: народний депутат України, безпартійний.

## Нагороди
Почесна грамота Кабінету Міністрів України (грудень 2003).